# 寒川元家
寒川 元家（さんがわ もといえ、生没年不詳）は、室町時代の武将。讃岐国昼寝城主。官位は左馬允。

## 略歴
- 文明年間（1469年 - 1486年）に三谷氏と争い、対立が激化した頃に三谷景久に居城を急襲されて火を放たれた。この行為に激怒した元家は三谷氏を討たんと攻め入るが管領細川政元の仲介で一時停戦。しかし、翌年には停戦は消化され、再び三谷城を攻めてこれを落としたが三谷景久を討つことができなかった。
- 1509年（永正6年）、細川氏から大内氏に主君を変えて上洛を果たす。
- 1512年（永正9年）、瀬戸内の小島で明人が貿易を行っているとの報せを受けた大内義興の命を受けて讃岐の国人衆（香西氏・安富氏等）と図って急襲し、明人が和を乞うてきたので資財を得た上で兵を引き上げたが、この後も勘合貿易を行い、多大な利益を得たという。
- 1519年（永正16年）、大内義興の命を受けて豊後の大友義鑑を攻めたという。
- 元家の死後、嫡子元政が家督を継ぎ、大内氏から離れて香西氏等、讃岐国人衆との結びつきを強めた。

## 系譜
- 父:寒川仁治（諸説あり）
- 母:名前不詳
- 室:名前不詳
  - 子:寒川元政（丹後守）